# Филип II (Невер)
Вижте пояснителната страница за други личности с името Филип II.
Филип II Бургундски (на френски: Philippe de Bourgogne, Philippe de Nevers; * октомври 1389, Вилен-ан-Дюмуа, Франция; † 25 октомври 1415, Битка при Азенкур, Кралство Франция) от династия Валоа Бургундия, е граф на Невер (1404 – 1415) и на Ретел (1406 – 1415).
Филип основава страничната линия Бургундия-Невер на Дом Бургундия.

## Живот
Той е най-малкият син на Филип II Смели, херцог на Бургундия, и Маргарита III Фландърска. Брат е на херцог Жан Безстрашни, който след смъртта на баща му през 1404 г. наследява Бургундското херцогство и дава през 1404 г. на по-малкия си брат Филип Графство Невер като апанаж. Другият му брат Антон получава през 1393 г. Графство Ретел и след като става херцог на Брабант през 1406 г. дава графството Невер на Филип.
Филип II и брат му Антон са убити от англичаните на 25 октомври 1415 г. в битката при Аженкур.
Девет години след смъртта на Филип, втората му съпруга, Бона д’Артоа се омъжва на 30 ноември 1424 г. за племенника му Филип Добрия и умира след десет месеца.

## Бракове
1-ви брак: на 9 април 1409 г. с Изабела дьо Куси († 1411), графиня на Соасон, дъщеря на граф Ангеран VII дьо Куси. Те имат две деца, които умират малки:
- Филип (* 1410, † 1411/1415)
- Маргарета (* 1411, † 1411/ 1412)

2-ри брак: на 20 юни 1413 г. с Бона д’Артоа (1396 – 1425), дъщеря на граф Филип д’Артоа, граф на Йо. Те имат две деца:
- Шарл I (1414 – 1464), граф на Невер и Ретел
- Жан (1415 – 1491), 1442 граф на Éтамп, след смъртта на Шарл I като Жан II от 1464 г. граф на Невер и Ретел, а от 1472 също граф на Йо след смъртта на Жан от Артоа.

Той има и четири извънбрачни деца.